# Liste der Autobahnen in Pakistan

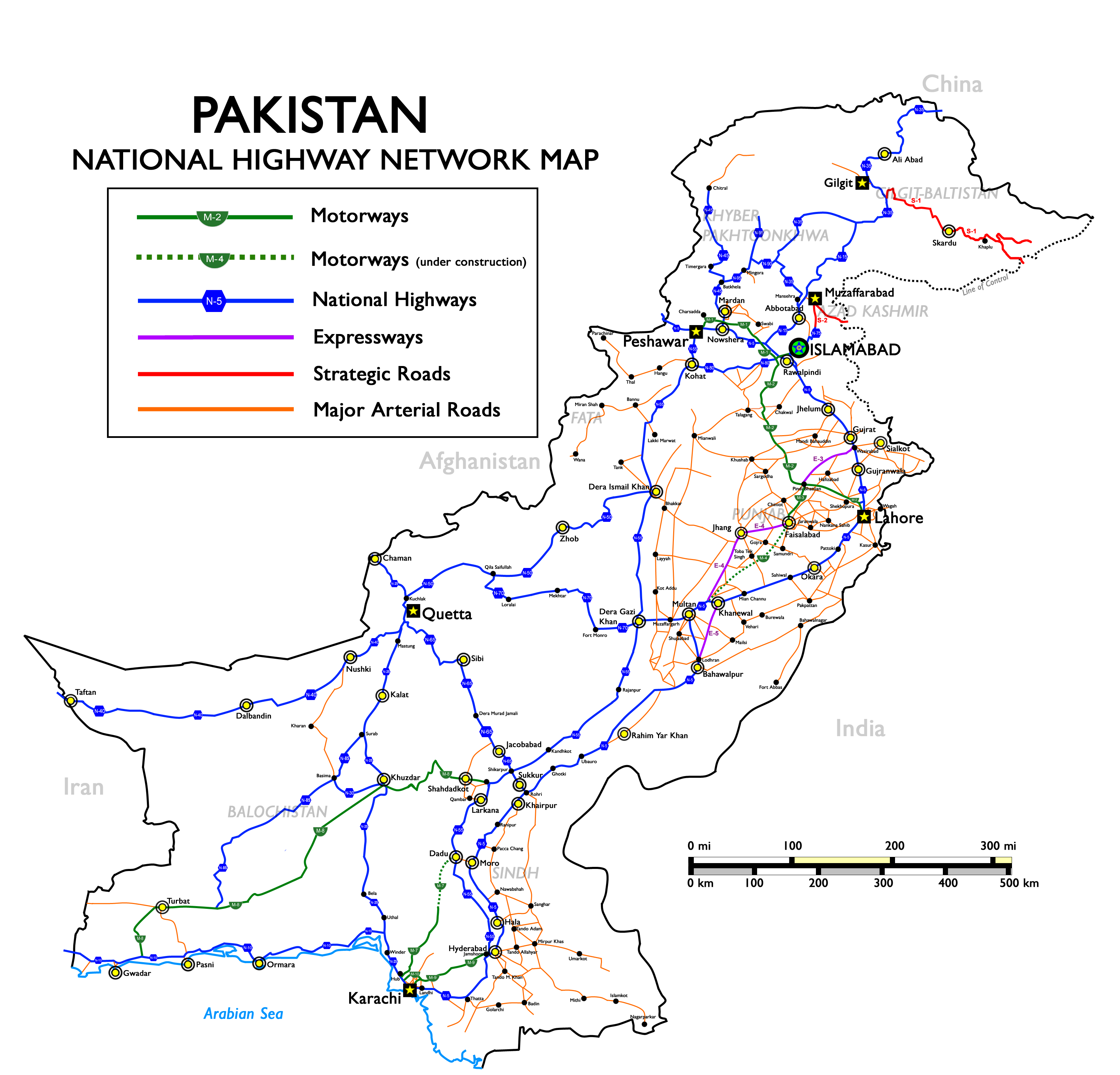

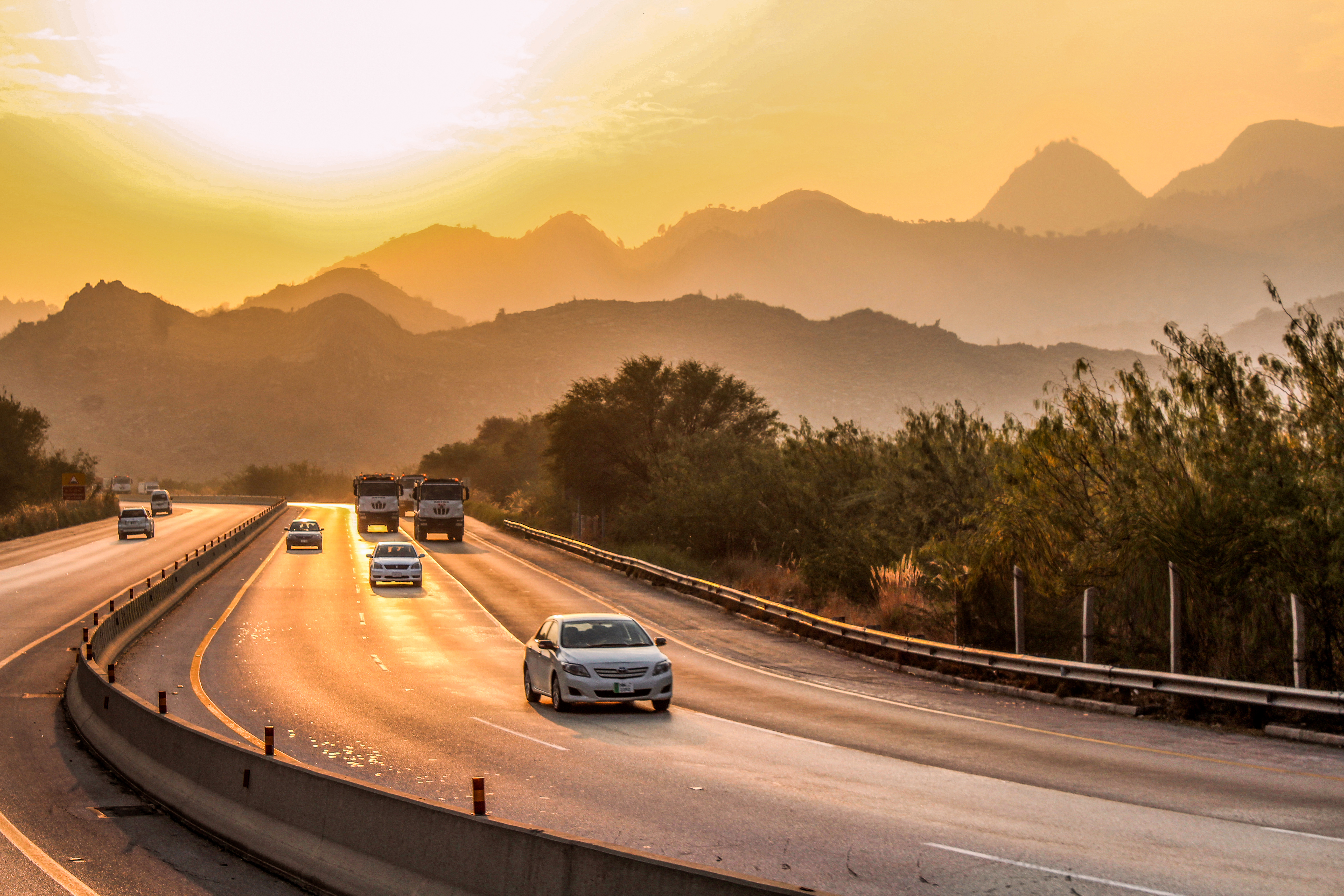
Die M2 Islamabad – Lahore

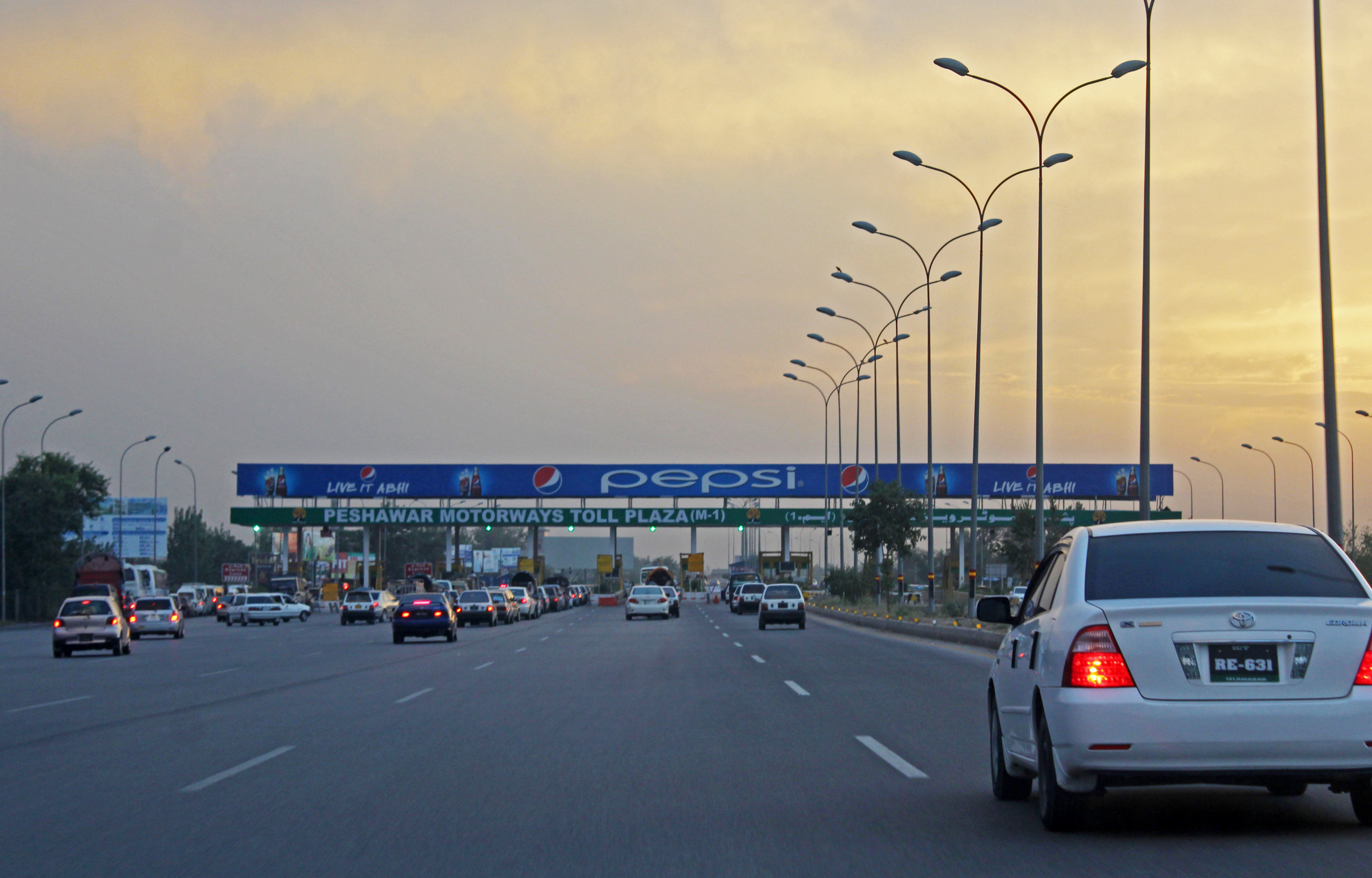
Mautstelle auf der M1 nahe Peschawar

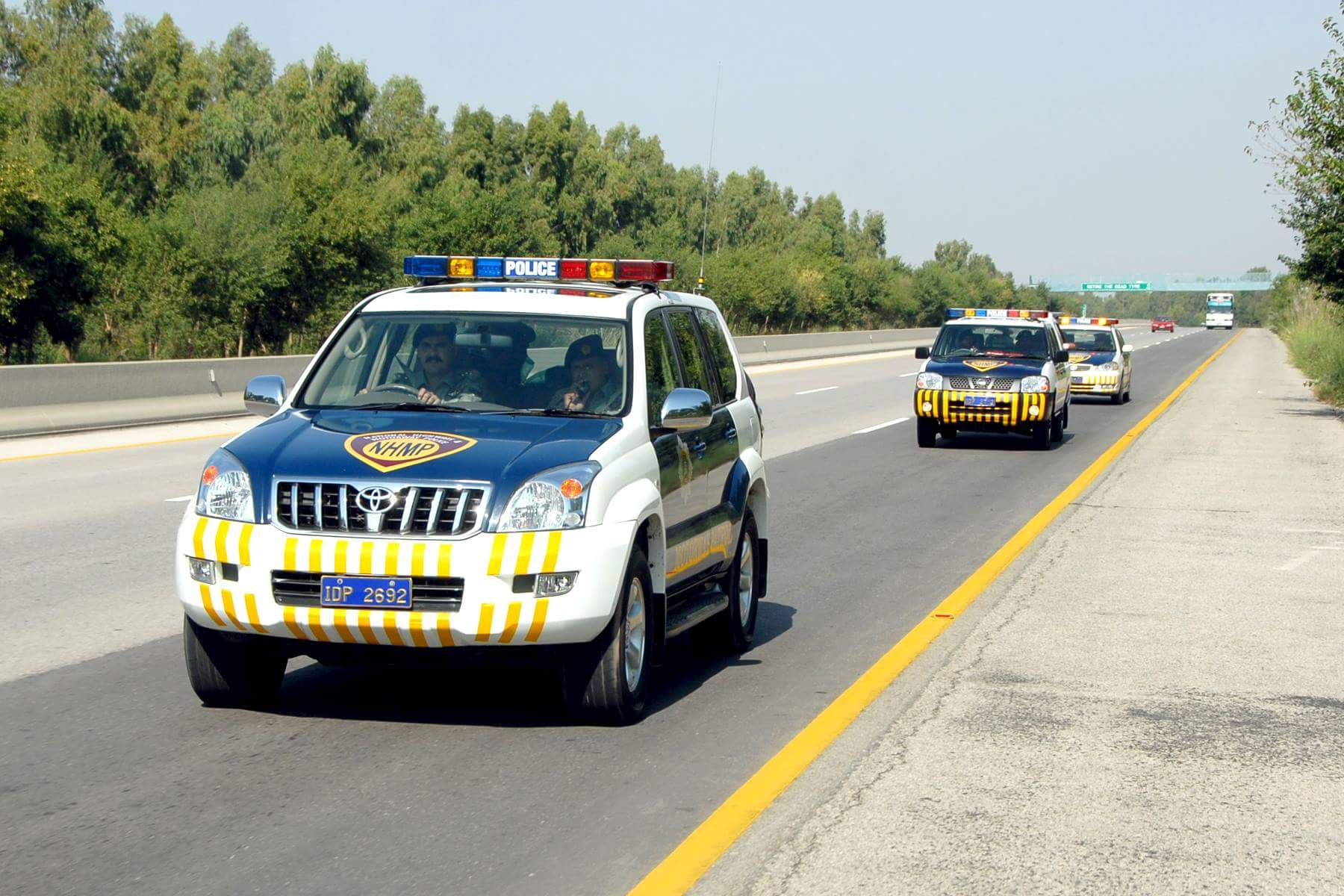
Die Autobahnpolizei auf der M2

Die Autobahnen von Pakistan werden gepflegt und betrieben von der National Highway Authority.

## Merkmale der Autobahnen
Pakistans Autobahnen sind entweder mit sechs Fahrspuren oder mit vier Fahrspuren ausgestattet. Sie sind auf der Außenseite für Sicherheit und Verhinderung des unbefugten Zugriffs durch Fußgänger, Tiere und langsam fahrende Fahrzeuge eingezäunt und zumindest teilweise mautpflichtig.
Die geringste Geschwindigkeit ist 80 km/h und die Höchstgeschwindigkeit 100 km/h für schwere Fahrzeuge und 120 km/h für leichte Transportfahrzeuge.
Die Benutzung der Autobahnen ist auf sich schnell bewegende Fahrzeuge, einschließlich schwere Motorräder beschränkt. Fußgänger, Fahrräder, Motorräder mit niedriger Leistung, Tierangetriebene Wagen und andere langsame Fahrzeuge sind nicht auf den Autobahnen erlaubt.
Bis März 2011 waren Autobahnen mit einer Gesamtlänge von 632 km fertiggestellt und ca. 233 km im Bau und weitere geplant. Pakistans Autobahnen sind Teil der pakistanischen National-Trade-Korridor-Projekt, das die drei pakistanischen Häfen am Arabischen Meer mit dem Rest des Landes verbindet und weiter nach Norden an Afghanistan, Zentralasien und China geführt werden soll.

## Autobahnen
| Kurz | Name                                     | Verlauf                           | Länge  | Ausbauzustand   |
| ---- | ---------------------------------------- | --------------------------------- | ------ | --------------- |
| M1   | M1                                       | Peshawar – Islamabad              | 155 km | Fertig          |
| M2   | M2                                       | Islamabad – Lahore                | 367 km | Fertig          |
| M3   | M3                                       | Pindi Bhattian – Faisalabad       | 54 km  | Fertig          |
| M4   | M4                                       | Faisalabad – Multan               | 233 km | in Bau          |
| M5   | M5                                       | Multan – Dera Ghazi Khan          | 0 km   | Planung         |
| M6   | M6                                       | Dera Ghazi Khan – Ratodero        | 0 km   | Planung         |
| M7   | M7                                       | Dadu – Dureji – Hub               | 270 km | Planung         |
| M8   | M8                                       | Ratodero – Gwadar                 | 892 km | Fertig / in Bau |
| M9   | M9                                       | Hyderabad – Karachi               | 135 km | Fertig          |
| M10  | M10                                      | Karachi Northern Bypass           | 57 km  | Fertig          |
|      | Sialkot Lahore Motorway                  | Sialkot – Lahore                  | 103 km | Fertig          |
|      | Torkham-Peshawar Expressway              | Torkham – Peshawar                | 0 km   | Planung         |
|      | Islamabad-Murree-Muzaffarabad Expressway | Islamabad – Murree – Muzaffarabad | 0 km   | in Bau          |
|      | Hasanabdal-Mansehra Expressway           | Hasanabdal – Mansehra             | 110 km | in Bau          |